# Турмалина (Сан-Паулу)
Турмалина (порт. Turmalina) — муниципалитет в Бразилии, входит в штат Сан-Паулу. Составная часть мезорегиона Сан-Жозе-ду-Риу-Прету. Входит в экономико-статистический микрорегион Фернандополис. Население составляет 2082 человека на 2006 год. Занимает площадь 147,356 км². Плотность населения — 14,1 чел./км².

## Статистика
- Валовой внутренний продукт на 2003 составляет 45.037.034,00 реалов (данные: Бразильский институт географии и статистики).
- Валовой внутренний продукт на душу населения на 2003 составляет 20.360,32 реалов (данные: Бразильский институт географии и статистики).
- Индекс развития человеческого потенциала на 2000 составляет 0,782 (данные: Программа развития ООН).